# Akimitsu Takagi
Akimitsu Takagi (高木 彬光 Takagi Akimitsu, pseudonimo di Seiichi Takagi; Aomori, 25 settembre 1920 – Tokyo, 9 settembre 1995) è stato uno scrittore giapponese del periodo Shōwa, autore di romanzi polizieschi.
La sua prima opera tradotta in Italia è Il mistero della donna tatuata, pubblicata nel 2020 per i tipi di Einaudi.

## Biografia
Takagi nasce il 25 settembre 1920 ad Aomori, nell'omonima prefettura dell'isola di Honshū, nel nord del Giappone. La madre muore quando è ancora giovane e può proseguire gli studi grazie all'aiuto dei parenti. Dopo aver seguito per un anno gli studi di farmacia, abbandona questo interesse e si laurea in metallurgia, Facoltà di ingegneria, all'Università imperiale di Kyoto. Lavora presso l'azienda aeronautica Nakajima Hikōki fino alla fine della seconda guerra mondiale, quando a seguito della sconfitta del Giappone le potenze alleate vincitrici impongono lo smantellamento delle industrie militari.
Seguendo la profezia rivelagli da un indovino, Takagi decide di diventare scrittore. Debutta nel 1948 grazie alla raccomandazione di Edogawa Ranpo, che dopo aver letto la bozza della sua prima storia poliziesca, Il mistero della donna tatuata, ne riconosce l'abilità e lo raccomanda ad un editore. 
La storia, ambientata nella Tokyo del dopoguerra, ha per protagonisti Kenzo Matsushita, uno studente di medicina legale sofferente di disadattamento e disturbi da stress dovuti al servizio prestato come medico di guerra nelle Filippine, e il fratello maggiore Daiyu Matsushita, ispettore capo della polizia di Tokyo. Kenzo si innamora della bellissima Kinue, il cui corpo è adornato da un raro tatuaggio di un serpente multicolore, e avvia con lei una relazione segreta che gli ridà il senso della vita. L'assassinio della ragazza, il cui corpo orrendamente mutilato e rimosso del busto verrà ritrovato dallo stesso Kenzo, darà il via a lunghe e contorte indagini e colpi di scena.
Nel 1950 Takagi riceve il Premio dell'Associazione degli scrittori giapponesi di romanzi polizieschi (Nihon tantei sakka kurabu-sho) per il suo secondo romanzo, Nomen Satsujin Jiken (能面殺人事件, trad. lett.: Noh Caso di omicidio) pubblicato nel 1949 su Gem (宝石_), la rivista giapponese del romanzo giallo. Il protagonista è lo studente detective Koichi Yanagi.
Takagi è un appassionato di tecniche investigative e procedurali ed è esperto di diritto penale, interessi coltivati da autodidatta. La maggior parte degli eroi dei suoi libri sono persone che lavorano in ambito legale o investigativo: procuratori, come Saburo Kirishima, avvocati, come Ichiro Momoya, o investigatori di polizia. Nelle sue prime storie il personaggio ricorrente è il detective Kyosuke Kamizu, in precedenza impegnato presso il Dipartimento di medicina legale dell'Università di Tokyo. 
L'abilità narrativa di Takagi si distingue anche nell'accurata descrizione dell'ambiente sociale in cui le storie si collocano - la Tokyo del periodo postbellico - e dei costumi e delle problematiche economiche, sociali e culturali dell'epoca: il conflitto tra società e individuo, fra regole e ruoli imposti dalla tradizione e aspirazione alla libertà personale, fra etica, avidità e potere del denaro. 
Mikkokusha, scritto nel 1965, e basato su eventi reali, è stato ritenuto precognitore dei segni distintivi della bolla speculativa che connoterà il paese negli anni Ottanta e Novanta. Il protagonista, Shigeo Segawa, è un broker azionario di successo che perde con ignominia il suo lavoro alla borsa di Tokyo a seguito del suo coinvolgimento in attività illecite. Accetta un lavoro da un vecchio amico anche se alla fine scopre che la nuova società per cui lavora è un'agenzia per lo spionaggio industriale.
Nella sua fiorente produzione letteraria, estesa a oltre quarant'anni, Takagi esplora diversi generi, tra cui il giallo storico, il romanzo picaresco, il romanzo giudiziario, la fantascienza.
Takagi ha goduto di un certo riconoscimento nel suo paese, poiché molti dei suoi romanzi compaiono nella lista dei 100 migliori romanzi polizieschi Tozai Mystery Best 100 (東西ミステリーベスト100, Tozai Misuteri Besuto100) redatta nel 1985 dall'editore giapponese Bungeishunjū.
Colpito più volte da ictus a partire dal 1979, Takagi muore nel 1995, all'età di 74 anni.

## Opere

### Serie del detective Kyosuke Kamizu (Kozu)

#### Romanzi
- 1948. 刺青殺人事件 (Shisei satsujin jiken)

Il mistero della donna tatuata, traduzione di Antonietta Pastore, Torino, Einaudi, 2020. ISBN 978-88-06-24576-4
- 1949. Jubaku no Ie (呪縛の家, trad. lett.: La casa della maledizione, edizione in lingua inglese House of Spell )
- 1950. Madan no Shashu (魔弾の射手)
- 1952. Hakuyoki (白妖鬼)
- 1955. Akuma no Chosho (悪魔の嘲笑)
- 1955. Dainippon Erobankai Kodansha  (人形はなぜ殺される. Trad. lett.: Perché le bambole vengono uccise)
- 1957. Shi o Hiraku Tobira  (死を開く扉)
- 1958. Jingisu kan no himitsu  (成吉思汗の秘密)
- 1958. Hakuma no Uta  (白魔の歌)
- 1959. Kasha to Shisha  (火車と死者)
- 1960. Shinigami no Za  (死神の座)
- 1973. Yamataikoku no himitsu (邪馬台国の秘密)
- 1977. Kitsune no Misshitsu (狐の密室)
- 1986. Kodai tennō no himitsu  (古代天皇の秘密)
- 1987. Shichifukujin satsujin jiken (七福神殺人事件)
- 1991. Kamizu Kyosuke e no Chosen (神津恭介への挑戦)
- 1993. Kamizu Kyosuke no Fukkatsu (神津恭介の復活)
- 1994. Kamizu Kyosuke no Yogen (神津恭介の予言)

#### Raccolte
- 1976. Waga ikkō jidai no hanzai (わが一高時代の犯罪)
- 1977. Shibijin Gekijo (死美人劇場)
- 1977. Kage Naki Onna (影なき女)
- 1978. Jakyo no Kami (邪教の神)
- 1982. Yōfu no yado (妖婦の宿)
- 1986. Shirayuki Hime (白雪姫)
- 1988. Kubi o Kau Onna (首を買う女)

### Serie del procuratore Saburo Kirishima

#### Romanzi
- 1964. Kenji Kirishima Saburō (検事 霧島三郎)
- 1965. Mikkokusha (密告者, edizione in lingua inglese The Informer)
- 1965. Zero no Mitsugetsu (ゼロの蜜月, edizione in lingua inglese Honeymoon to Nowhere)
- 1966. Tokai no Okami  (都会の狼)
- 1967. Hono no Onna (炎の女)
- 1970. Hai no Onna (灰の女)
- 1974. Maboroshi no Akuma (幻の悪魔)

#### Raccolte
- 1976. Nimakuhan no Satsujin (二幕半の殺人)
- 1977. Hana no Kake (花の賭)

### Altri romanzi
- 1949. Nomen Satsujin Jiken  (能面殺人事件 trad. lett.: Noh Caso di omicidio). Vincitore della 3. edizione del Mystery Writers of Japan Award (1950)
- 1959. Hitoari (人蟻)
- 1960. Hakuchū no shikaku (白昼の死角)
- 1961. Po jie shen pan (破戒裁判)
- 1971. Rengō kantai tsuini katsu (連合艦隊ついに勝つ)
- 1988. Kamen yo saraba (仮面よ、さらば)